# Unionville (Missouri)
Unionville és una població dels Estats Units a l'estat de Missouri. Segons el cens del 2000 tenia 2.041 habitants.

## Demografia
Segons el cens del 2000, Unionville tenia 2.041 habitants, 913 habitatges, i 530 famílies. La densitat de població era de 396 habitants per km².
Dels 913 habitatges en un 26,8% hi vivien nens de menys de 18 anys, en un 43,6% hi vivien parelles casades, en un 10,3% dones solteres, i en un 41,9% no eren unitats familiars. En el 38,6% dels habitatges hi vivien persones soles el 22,6% de les quals corresponia a persones de 65 anys o més que vivien soles. El nombre mitjà de persones vivint en cada habitatge era de 2,17 i el nombre mitjà de persones que vivien en cada família era de 2,89.
Per edats la població es repartia de la següent manera: un 24,2% tenia menys de 18 anys, un 8,1% entre 18 i 24, un 22,5% entre 25 i 44, un 19,8% de 45 a 60 i un 25,4% 65 anys o més.
L'edat mediana era de 40 anys. Per cada 100 dones de 18 o més anys hi havia 77,9 homes.
La renda mediana per habitatge era de 19.978 $ i la renda mediana per família de 28.796 $. Els homes tenien una renda mediana de 22.402 $ mentre que les dones 16.741 $. La renda per capita de la població era d'11.881 $. Entorn del 18,7% de les famílies i el 18,6% de la població estaven per davall del llindar de pobresa.

## Poblacions més properes
El següent diagrama mostra les poblacions més properes.